# بورس اوکراین
بورس اوکراین (انگلیسی: Ukrainian Exchange) بازار بورس اوراق بهادار اوکراین است، که در سال ۲۰۰۸ تأسیس شد.